# L'Étoile de Morne-à-l'Eau
El L'Etoile de Morne-à-l'Eau es un equipo de fútbol de la Isla Guadalupe que milita en la Liga Guadalupense de Fútbol, la liga de fútbol más importante del país.

## Historia
Fue fundado en el año 1958 en la ciudad de Morne-à-l'Eau, siendo uno de los equipos más ganadores de Guadalupe, ganando 10 títulos de Liga, 5 Torneos de Copa y 1 título de Provincias de Ultramar.
A nivel internacional ha participado en 7 torneos continentales, donde nunca ha avanzado más allá de los cuartos de final.

## Palmarés
- Liga Guadalupense de Fútbol: 10

1980, 1981, 1982, 1996, 1997, 1998, 2001, 2002, 2007
- Copa de Guadalupe: 5

1977, 1979, 1984, 1985, 2002
- Copa DOM: 1

1992

## Participación en competiciones de la CONCACAF
- Campeonato de Clubes de la CFU: 2 apariciones

1997: primera ronda; grupo 1; 3.er lugar; 2 pts.
1998: primera ronda; eliminado por  Waterhouse 3-0
- Copa de Campeones de la CONCACAF: 4 apariciones

1987: abandonó el torneo en los cuartos de final
1989: play-off (zona caribeña); eliminado por  RC Rivière-Pilote 2-0
1991: tercera ronda (zona caribeña); eliminado por  Olympique du Marin 8-0
1992: tercera ronda (zona caribeña); eliminado por  SV Robinhood 4-3
1993: segunda ronda (zona caribeña); eliminado por  Aiglon du Lamentin 3-0

## El Equipo en la Estructura del Fútbol Francés
- Copa de Francia: 9 apariciones

1977/78, 1982/83, 1984/85, 1988/89, 1992/93, 1994/95, 1996/97, 2000/01, 2003/04
- - Series ganadas:

2000/01: AS Muret 0-2 Etoile (ronda 7)
2003/04: Etoile 2-2 US Romorantin (aet, 4-2 pens), (ronda 7)